# Park Ibirapuera
Park Ibirapuera je jedním z největších a nejvýznamnějších městských parků v brazilském městě São Paulo. Spolu s parkem Chapultepec v Ciudad de México a parkem Simóna Bolívara v kolumbijské Bogotě patří k největším parkům v Latinské Americe.
Nabízí prostory pro rozličné volnozájmové aktivity, jogging, procházky i různá shromáždění a konference. Jeho význam pro São Paulo je srovnatelný s významem Central Parku pro New York.